# ریچارد یکم
ریچارد یکم (زاده ۸ سپتامبر ۱۱۵۷ – درگذشته ۶ آوریل ۱۱۹۹)، که به دلیل شهرتش به عنوان یک فرمانده نظامی با عنوان ریچارد شیردل شناخته می‌شود، از سال ۱۱۸۹ تا هنگام مرگش در سال ۱۱۹۹ پادشاه انگلستان بود. او سومین پسر از پنج پسر هنری دوم و الینور د آکیتن بود. در سن ۱۶ سالگی، ریچارد فرماندهی ارتش را به دست گرفت و موفق شد شورش‌های پوآتو علیه پدرش را سرکوب کند. ریچارد یکی از فرماندهان مهم مسیحی در طول جنگ صلیبی سوم بود و فرماندهی نبردها در برابر همتای مسلمان خود، صلاح‌الدین بر عهده داشت.
افسانه رابین‌هود و راهزنان جنگل شروود در زمان یکی از سفرهای ریچارد اتفاق می‌افتد که حکومت در اختیار برادر ریچارد یعنی جان ملقب به بی‌زمین (لکلند) بوده است.

## تاجگذاری و اوایل حکومت

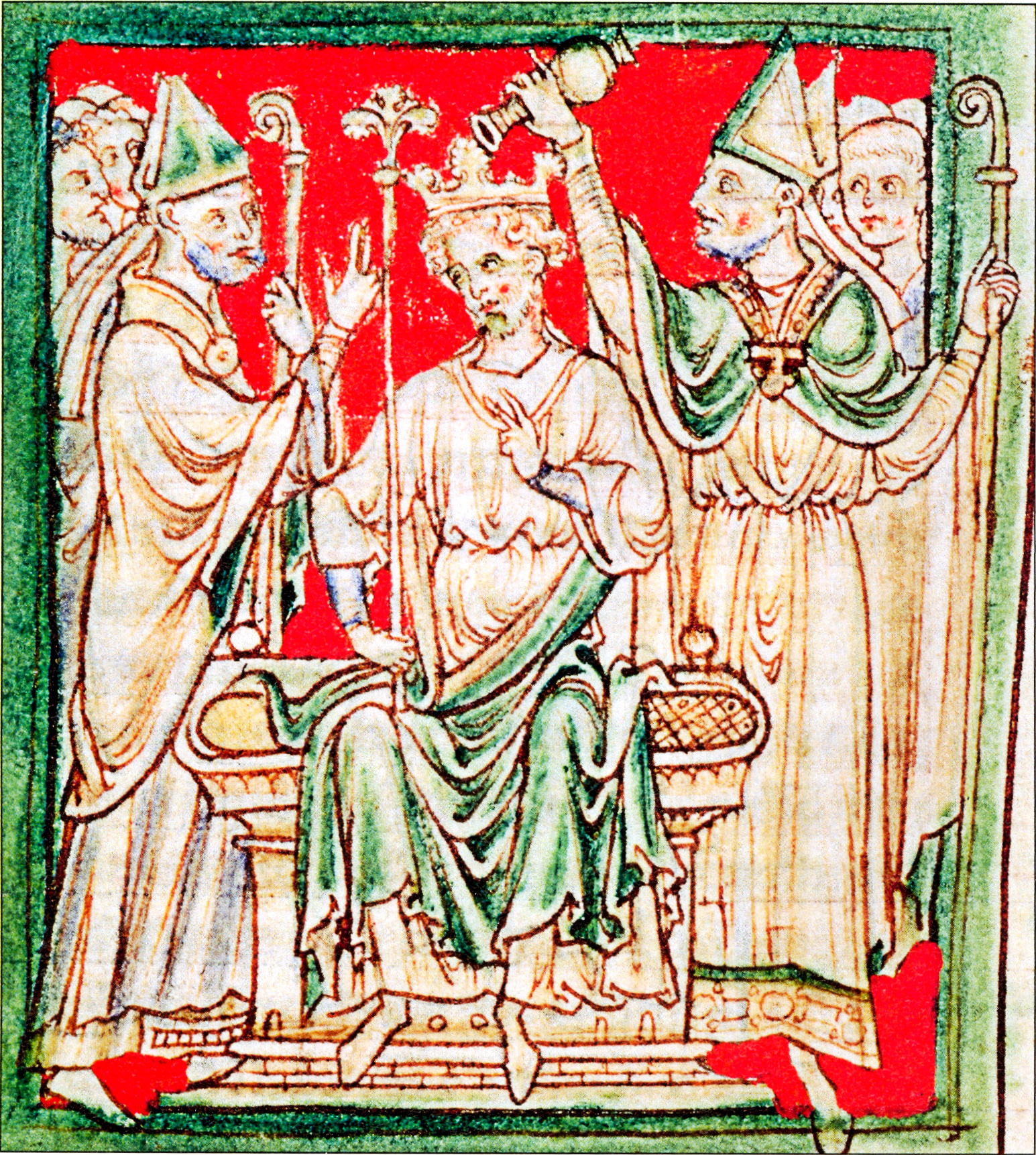
مسح شدن ریچارد اول در جریان تاجگذاری خود در کلیسای وست‌مینستر، برگرفته از وقایع نگاری قرن سیزدهم

ریچارد در ۲۰ ژوئیه ۱۱۸۹ رسماً به عنوان دوک نرماندی انتخاب شد و در ۳ سپتامبر ۱۱۸۹ در کلیسای وست‌مینستر تاجگذاری کرد. سنت همه یهودیان و زنان را از حضور در مراسم تفویض منع می‌کرد، اما برخی از رهبران یهودی برای تقدیم هدایایی به پادشاه جدید آمدند.  به گفته رالف دیستویی، درباریان ریچارد یهودیان را برهنه کردند و شلاق زدند، سپس آنها را بیرون انداختند.
هنگامی که شایعه‌ای منتشر شد مبنی بر اینکه ریچارد دستور داده است که همه یهودیان را بکشند، مردم لندن به یهودیان حمله کردند. بسیاری از خانه‌های یهودیان توسط آتش افروزان ویران شد و تعدادی از آنها به اجبار تغییر دین دادند. در میان یهودیان، برخی به دنبال پناهگاهی در برج لندن بودند و برخی دیگر موفق به فرار شدند. راجر هودن، در کتاب Gesta Regis Ricardi خود، ادعا کرده است که شهروندان حسود و متعصب این شورش را آغاز کردند و ریچارد عاملان آن را سخت مجازات کرد و به یک یهودی که به زور تغییر مذهب داده بود اجازه داد به دین مادری خود بازگردد. بالدوین فورد، اسقف اعظم کانتربری، در واکنش به این سخن گفت: «اگر پادشاه مرد خدا نیست، بهتر است مرد شیطان باشد».
ریچارد که دید از او اطاعت نمی‌شود و متوجه شده بود که این حملات می‌تواند قلمرو او را در آستانه خروجش به جنگ صلیبی بی‌ثبات کند، آزرده خاطر شده بود و دستور داد کسانی که مسئول این قتل‌های وحشتناک و آزار و اذیت‌ها بودند، حتی آشوبگرانی که به‌طور تصادفی خانه‌های مسیحیان را سوزانده بودند، اعدام شوند. او یک فرمان در غالب یک نامه سلطنتی توزیع کرد که در آن خواستار به حال خود گذاشتن یهودیان شده بود. با این حال، این فرمان به‌طور ضعیف اجرا شد و در ماه مارس خشونت‌های بیشتری از جمله قتل‌عام یهودیان در یورک رخ داد.

## جنگ صلیبی سوم

### پیش از آغاز جنگ
در شرف پایان سال ۱۱۸۹ میلادی، هنوز هنری دوم و فیلیپ دوم خود را آماده حرکت به سرزمین مقدس نکرده بودند. در این زمان ریچارد، پسر هنری دریافت که پدرش درصدد انتخاب برادرش، جان لکلند، به عنوان جانشین خود است؛ بنابراین با فیلیپ دوم متحد و وارد جنگ با پدرش شد. هنری در ژوئیه همان سال درگذشت، تا ریچارد بدون مشکلی، در مراسم تدهین به عنوان پادشاه انگلستان انتخاب شود. وی پس از رسیدن به تخت پادشاهی در نخستین گام، بودجه و هزینه نبرد انگلستان در جنگ‌های صلیبی را افزایش داد و خود را آماده حرکت به سمت شرق کرد.
هر دو پادشاه در ژوئیه ۱۱۹۰، وزلی را ترک کردند و پیش از حرکت توافق کردند، که تمام دستاوردهای خود از جنگ را به‌طور مساوی تقسیم کنند و به جای مسیر زمینی قدیمی که از بیزانس می‌گذشت، از راه دریا خود را به سواحل شرقی مدیترانه برسانند. فیلیپ همراه با نیروهای خود ابتدا عازم بندر جنوا شد و در آن‌جا آذوقه و کشتی‌های لازم برای سفر به سمت سرزمین مقدس را آماده کرد. ریچارد نیز سواحل جنوبی انگلستان را به قصد بندر مارسی ترک کرد و در آن‌جا منتظر رسیدن ناوگان خود شد؛ اما تأخیر ناوگان سبب شد تا وی کشتی‌هایی را کرایه و به سمت مسینا در سیسیل حرکت کند.
در سال ۱۱۹۱ فیلیپ دوم، پادشاه فرانسه، به همراه ۷۰۰۰ نفر و ریچارد یکم، پادشاه انگلستان، به همراه ۹۰۰۰ از نیروهای خود، حرکت به سمت شرق آغاز کردند و پس از طی کردن مسافتی، در سیسیل یکدیگر را ملاقات کردند و پس از پایان یافتن زمستان، به سمت سواحل شرقی مدیترانه حرکت کردند.
ریچارد در سیسیل به سبب اختلافی که با تانکرد پیدا کرده‌بود، درگیر شد و توانست شهر را در ۴ اکتبر ۱۱۹۰ تصرف کند. فیلیپ که ریچارد را در این نبرد همراهی نکرده‌بود، طبق توافق قبلی خواستار تقسیم غنائم شد. با این‌که دعوی فیلیپ در این زمینه برحق نبود، ولی ریچارد یک سوم غنائم مسینا را به فیلیپ داد، تا صلح و آرامش را برای ادامه حرکت حفظ کند.
ابتدا فیلیپ در ۲۱ آوریل ۱۱۹۱ به صور رسید و از آن‌جا عازم عکا شد ولی ریچارد در قیاس با فیلیپ سفر مهیج‌تر و خطرناک‌تری به عکا داشت. وی در راه رسیدن به عکا دچار توفان شد، تا نظم ناوگان وی از بین برود و تعدادی از کشتی‌ها مثل کشتی خزانه در سواحل قبرس درهم شکستند. در قبرس، ایزاک کومونوس که خود را پادشاه اصلی بیزانس می‌دانست، اقدام به غارت کشتی‌های درهم شکسته ریچارد نمود و افراد زنده مانده را به زندان انداخت. ریچارد با شنیدن این اتفاق به خشم آمد و خواستار بازپس‌گیری اموال و نیروهای خود شد؛ اما خودداری ایزاک سبب شد، تا ریچارد نیروهای خود را آماده حمله به ایزاک کند. نیروهای وی توانستند در مدت زمان کوتاهی تمامی جزیره را فتح کنند. بدین ترتیب، ریچارد از قبرس به عنوان مرکز تأمین آذوقه نیروهای خود طی نبرد با ایوبیان استفاده کرد. سرانجام در هفتم ژوئن ۱۱۹۱ میلادی، نیروهای ریچارد به سواحل شرقی مدیترانه رسیدند و در نخستین اقدام ناوگان اعزامی مسلمانان از مصر را در دریا نابود کرد، تا امید نیروهای مدافع شهر برای شکستن محاصره از بین رود.

### محاصره و تصرف عکا

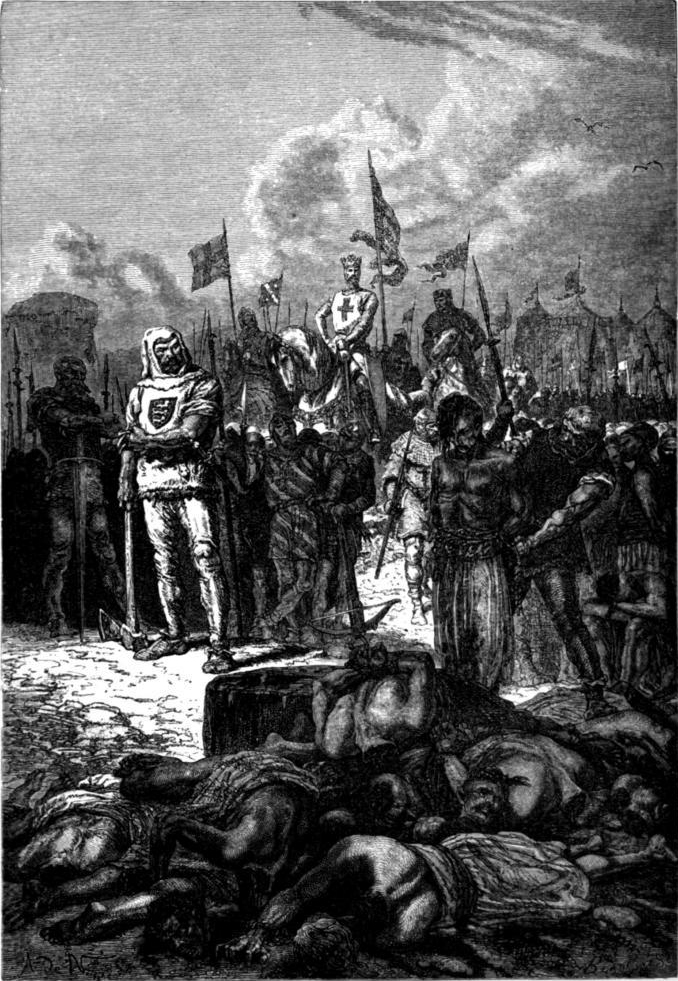
کشتار اسرای مسلمان به دستور ریچارد پس از تسخیر عکا

در سال ۱۱۸۹، با پخش خبر آماده شدن نیروهای جدید در اروپا برای اعزام به سمت شام، صلاح‌الدین آرایش نیروهای خود را از حالت تهاجمی به حالت دفاعی تغییر داد؛ چون برخلاف نبردهای قبل، از نیروی کافی برخوردار نبود. گی لوزینیان که پس از مدتی آزاد شد، با استفاده از حالت تدافعی صلاح‌الدین، در اواخر اوت ۱۱۸۹ به عکا حمله برد و شهر را محاصره نمود. صلاح‌الدین پس از آگاهی از محاصره عکا، به همراه نیروهای خود عازم عکا شد و پس از رسیدن به نزدیکی شهر، اقدام به محاصره نیروهای صلیبی کرد؛ اما قدرت وی کمتر از نیروهای صلیبی بود و نتوانست محاصره آن‌ها را بشکند. در زمانی که نیروهای صلیبی و ایوبی درگیر بودند، گی منتظر نیروهای کمکی از اروپا بود، تا به کمک آن‌ها بتواند صلاح‌الدین را عقب براند و مناطق تصرف شده توسط وی را پس بگیرد.
با وجود کمک‌های محلی که از جانب مصر و شام به ارتش ایوبی می‌شد، صلاح‌الدین توان و نیروی کافی برای شکستن محاصره را نداشت. هر دو ارتش طی زمستان به عملیات خود علیه دیگری ادامه دادند؛ اما به نتیجه مشخص و کاملی دست نیافتند. این موقعیت تا آن‌جا پیش رفت که بین دو طرف توازن قدرت ایجاد شد، به حدی که نه صلیبیون می‌توانستند وارد شهر شوند و نه صلاح‌الدین می‌توانست آن‌ها را عقب بزند؛ بنابراین دو طرف در انتظار رسیدن کمک بودند، تا فرصت حمله به یکدیگر را بیابند. اما به مرور شرایط برای صلیبیون دشوار شد؛ زیرا دسترسی به آذوقه و مواد غذایی را از دست داده‌بودند. با رسیدن یک کشتی حامل گندم و در ادامه خبر پیاده شدن شاهان فرانسه و انگلستان در سواحل شرقی مدیترانه، صلیبیون برای ادامه نبرد امیدوار شدند.
فیلیپ پس از رسیدن به عکا، استحکامات محاصره را قوت بخشید و صفوف صلیبیون را منسجم و آلات و ادوات محاصره را تجدید کرد. با این حال حملات وی تا زمان رسیدن ریچارد به تعویق افتاد. ریچارد یکم نیز پس از تصرف قبرس، در ۵ ژوئیه ۱۱۹۱ به سواحل شرقی و در ۸ ژوئیه به عکا رسید.
صلاح‌الدین نیز با آگاهی از رسیدن نیروهای کمکی صلیبی، حملات خود را ادامه داد؛ اما به موفقیتی نرسید. در مقابل صلیبیون توانستند حلقه محاصره را تنگ‌تر کنند. سرانجام پس از مذاکرات بین محافظان عکا با صلیبیون، آن‌ها شهر خود را تسلیم نیروهای صلیبی نمودند و در مقابل صلاح‌الدین نیز نیروهای خود را به عقب راند.

#### اختلاف فیلیپ و لئوپولد با ریچارد و بازگشت به اروپا
فیلیپ نخستین پادشاه اروپایی بود که به اراضی مقدس رسید و در بدو رسیدن خود، به نیروهای صلیبی محاصره‌کننده عکا پیوست و رهبری نیروهای صلیبی را به همراه کنراد تا زمان رسیدن ریچارد برعهده گرفت. قبل از رسیدن به عکا، فیلیپ به همراه ریچارد، نخست سیسیل و سپس قبرس را اشغال کردند و نخستین اختلافات بین دو پادشاه از همین‌جا آغاز شد زیرا طبق قرارداد مسینا، دو طرف توافق کرده بودند، که فتوحات و غنائم را بین خود به‌طور مساوی تقسیم کنند اما ریچارد اعلام کرد که نیمی از خاک قبرس را به شرط واگذاری فلاندر که از بخش‌های غنی خاک فرانسه بود، قبول خواهد کرد که با جواب رد فیلیپ همراه بود. این‌چنین تنش بین طرفین شعله‌ور شد. فیلیپ که از قبرس و سیسیل چیزی بدست نیاورده بود، خود را آماده حرکت به سمت بندر صور کرد تا بتواند زودتر از ریچارد بر منطقه و نیروهای صلیبی مسلط شود. با رسیدن ریچارد به عکا، بار دیگر تنش بین دو پادشاه آغاز شد.
نخستین اختلاف در عکا، بر سر انتخاب پادشاه اورشلیم بود و بدین ترتیب دسته‌بندی‌ها آغاز شد. فیلیپ طرفدار کنراد بود در حالی که ریچارد طرفدار گی لوزینیان بود که در آخر این مناقشه با انتخاب مجدد گی به عنوان پادشاه و پس از آن کنراد و سپس ایزابلا __ دختر گی سیبلا و امالریک __ به پایان رسید. دومین اختلاف از آنجا آغاز شد که پس از بیماری دو پادشاه در عکا، فیلیپ که زودتر سلامتی خود را بدست آورده بود، درصدد حمله شدیدی برای فتح نهایی عکا کشید. ریچارد که هنوز سلامتی خود را به‌طور کامل بازنیافته‌بود و نگران بی‌نصیب ماندن از غنائم پیروزی بود، اجازه همراهی نیروهای خود را برای اجرای نقشه فیلیپ نداد؛ و به علت کناره‌گیری ریچارد و نیروهایش، تلاش فیلیپ در فتح نهایی عکا به جایی نرسید و حمله متقابل صلاح‌الدین به لشکرگاه صلیبیون و فیلیپ، با دشواری دفع شد. سومین اختلاف بین دو پادشاه پس از تصرف عکا رخ داد که با اشغال نهایی عکا، نیروهای هر پادشاهی در مکانی در شهر مستقر شدند اما نیروهای آلمانی خواهان پایگاهی هم طراز با نیروهای فرانسوی و انگلیسی بودند که با حمایت فیلیپ همراه شدند و به همین دلیل پرچم خود را کنار پرچم ریچارد برافراشتند که نیروهای انگلیسی در مقابل پرچم را فرو کشیدند و به خندق شهر انداختند. لئوپولد که از این ماجرا به خشم آمده بود، به همراه نیروهای خود به اروپا بازگشت. علاوه بر آن، فرانسویانی که قبل از سقوط عکا توسط صلاح‌الدین، صاحب زمین و مستغلاتی در عکا بودند، استرداد املاک خود را خواستار شدند که با مخالفت ریچارد روبه‌رو شدند بنابراین دست به دامان فیلیپ شدند اما اصرارهای فیلیپ نیز به نتیجه‌ای نرسید که منجر به خشم بیش از پیش فیلیپ شد.
با تطهیر کلیسای جامع، فیلیپ قصد خود را برای بازگشت خود به فرانسه اعلام و هوگ سوم، دوک بورگاندی را به عنوان رهبر نیروهای فرانسوی در اراضی مقدس انتخاب کرد. ریچارد که مخالف تصمیم وی بود، خواستار ماندن وی تا ۳ سال دیگر شد اما فیلیپ تنها وعده داد که تا بازگشت ریچارد، به قلمرو وی در فرانسه کاری نداشته باشد. سرانجام فیلیپ دوم، در ۳۱ ژوئیه عکا را به قصد صور ترک و پس از سه روز به سوی بریندیزی حرکت کرد. این حرکت هرچند از نظر انگلیسی‌ها خیانت بود اما برای فیلیپ مشکلاتی در فرانسه به وجود آمده بود همچون مشکلات وراثت فلاندر که مسئولیت آن مستقیماً بر دوش وی بود. علاوه بر آن داستانی وجود دارد که در زمان شدت گرفتن بیماری فیلیپ، ریچارد، بر سر بالین وی حاضر شده و با مزاح به امید مرگ وی بر اثر شنیدن این خبر، به وی دروغ گفت که پسرش لویی مرده است و وی دیگر وارثی برای تاج و تخت خود ندارد. این‌چنین عده زیادی از صلیبیون حق را به فیلیپ می‌دادند و حرمتش را در قیاس با ریچارد بیشتر نگه می‌داشتند.

#### پس از فتح عکا
با تصرف عکا توسط ریچارد و بازگشت فیلیپ به سمت اروپا به دلیل برآورده نشدن خواسته‌هایش، ریچارد به تنهایی رهبری نیروهای صلیبی برعهده گرفت. وی در نخستین گام، کلیساهای عکا را با کمک آدلارد ورونایی، مجدداً متبرک کرد. سپس، اختلافات موجود بر سر پادشاهی اورشلیم بین کنراد و گی لوزینیان را به نفع گی و ایزابلا حل کرد. در ادامه ریچارد مذاکرات خود را با صلاح‌الدین آغاز کرد. پیش از آن، صلاح‌الدین رضایت خود را با معاهده صلح و تسلیم عکا اعلام کرد. در هنگامی که صلیبیون مشغول بازسازی دیوار و حصار شهر عکا بودند، صلاح‌الدین تمامی زندانیان و اسرای صلیبی را جمع‌آوری و طی نامه‌ای به ریچارد، خواهان آزادی اسرای مسلمان در عکا در مقابل آزادی اسرای مسیحی شد. در ۲ اوت ۱۱۹۱، نمایندگان ریچارد به لشکرگاه صلاح‌الدین رفتند و موافقت شاه انگلستان را با درخواست صلاح‌الدین مبنی بر آزادی اسرا در ازای دریافت پول در ۳ قسط اعلام کردند؛ قرار بر آن شد با دریافت نخستین قسط، اسرای مسلمان آزاد شوند.
در ۱۱ اوت نخستین قسط و نخستین دسته از زندانیان مسیحی به سمت عکا فرستاده شدند؛ اما ریچارد با فرستادن نمایندگان خود، خواهان آزادی اسرای عالی‌رتبه مسیحی شد و اعلام کرد، تا زمانی که اسرا آزاد نشوند، سربازان اسیر شده در عکا را آزاد نخواهد کرد. صلاح‌الدین پیشنهاد کرد تا به جای پرداخت غرامت و پول، بزرگان اسیر شده مسیحی را آزاد کند یا پرداخت پول را قبول کنند و اجازه ماندن بزرگان مسیحی در نزد خود را بدهند، که ضامن سلامتی و آزادی سربازانش باشد. نمایندگان با هر دو درخواست و پیشنهاد صلاح‌الدین مخالفت کردند و به سمت عکا بازگشتند.
در این زمان، ریچارد درصدد ترک عکا و حرکت به سمت جنوب و اورشلیم بود، اما اسرای مسلمان مانعی برای حرکت بودند. وی سرانجام پس از بازگشت نمایندگانش در ۲۰ اوت، اعلام داشت که صلاح‌الدین به عهد صلح پایبند نبوده است، بنابراین دستور قتل ۲۷۰۰ نفر اسرای مسلمان در عکا را صادر نمود. پس از آن، عده‌ای تلاش کردند تا بهانه‌ای برای این کشتار بتراشند، تا نیروهای صلیبی را برای این کشتار ترغیب کنند. در روز ۲۰ اوت کشتار آغاز شد و طبق گفته منابع، علاوه بر نیروهای اسیر شده، زنان و کودکان نیز در کنار آن‌ها به قتل رسیدند و تنها تعدادی از نجبا که تحمل بردگی را داشتند، بخشیده شدند. صلاح‌الدین نیز پس از حادثه، قول داد که انتقام مسلمانان به قتل رسیده را بگیرد.

### نبرد آرسوف

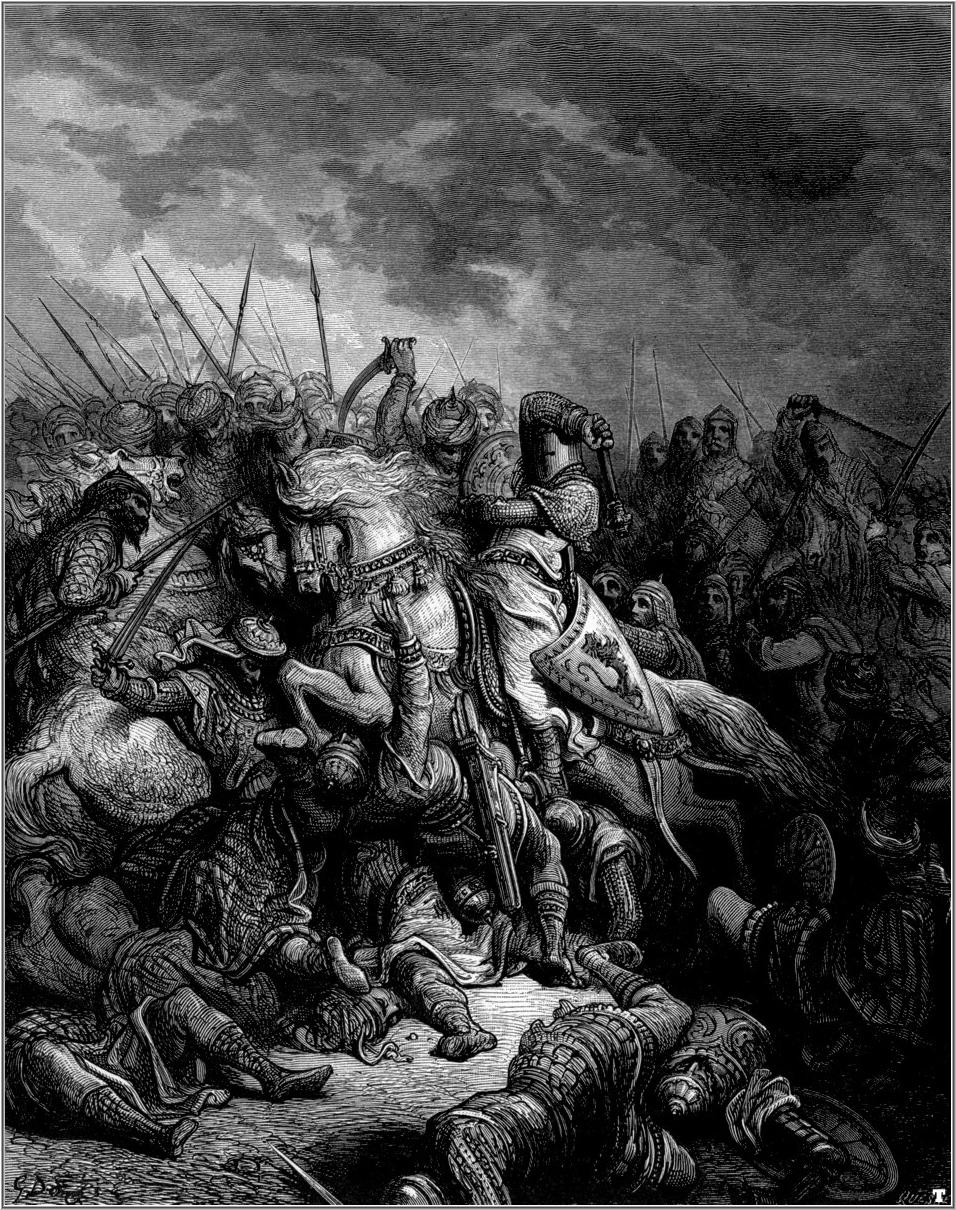
نقاشی از صحنه نبرد آرسوف بین صلاح‌الدین و ریچارد از گوستاو دوره

پس از تسخیر عکا، ریچارد در ۲۵ اوت، تصمیم گرفت به یافا لشکرکشی کند، که از آن طریق می‌توانست مقدمات حمله به اورشلیم را فراهم سازد. طی این لشکرکشی که دیگر شاه فرانسه و بزرگان صلیبی همچون کنراد نبودند، ریچارد حرکت خود را به موازات خط ساحلی مدیترانه آغاز کرد تا ناوگان دریایی وی، مراقب جناح ارتش وی باشد و صلاح‌الدین نیز به موازات وی حرکت کرد اما در ۷ سپتامبر، ۱۱۹۱ پیش از رسیدن به یافا، در ۵۰ کیلومتری شمال یافا در منطقه‌ای به نام آرسوف، مورد هجوم ناگهانی نیروهای ایوبی به فرماندهی صلاح‌الدین قرار گرفت. در ابتدا به دلیل آرایش دفاعی نیروهای صلیبی، نیروهای ایوبی حملات خود را آغاز کردند و صلیبیون را تحت فشار قرار داد. اما با ضد حمله نیروهای صلیبی به کمک شوالیه‌های هوسپیتالر، صفوف جناح راست صلاح‌الدین شکست و سبب شد تا بین نیروهای ایوبی فاصله بیفتد. ریچارد از موقعیت استفاده کرده و با ضد حملات خود، نیروهای ایوبی را مجبور به فرار کرد.
پیروزی در آرسوف بسیار مهم بود زیرا سبب شد تا صلیبیون از زیر فشار شکست ناپذیری صلاح‌الدین خارج شوند و روحیه خود را بازیابند. با این وجود، این نبرد تلفات فراوانی حتی برای مسلمانان در برنداشت. ریچارد به عنوان فرمانده نیروهای صلیبی، پس از نبرد شهرت فراوانی به خاطر شکست دادن صلاح‌الدین کسب کرد و لقب شیردل به وی داده شد و سبب شد تا وجهه وی به عنوان یک فرمانده بزرگ و کارآمد بر همگان، به خصوص خود صلیبیون آشکار شود.
با این پیروزی و عقب‌نشینی صلاح‌الدین، ریچارد راه خود را به سمت جنوب، یافا و عسقلان، ادامه داد تا با بدست آوردن آن، راه ارتباطی بین شام و مصر را قطع کند و موقعیت مناسبی را برای بازپس‌گیری اورشلیم ایجاد کند اما ریچارد از موقعیت استفاده نکرد و طی نامه‌ای از صلاح‌الدین درخواست مذاکره کرد.

### پس از نبرد آرسوف

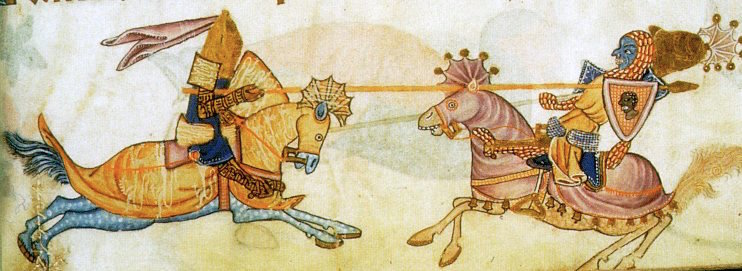
نقاشی تخیلی از دوئل صلاح‌الدین و ریچارد

پس از پیروزی ریچارد در آرسوف و تسلط بر آرسوف، وی به سمت یافا حرکت کرد و پس از فتح آنجا، اقدام به تأسیس مرکز فرماندهی کرد، تا موقعیت خود را در مناطق سواحلی در برابر صلاح‌الدین حفظ کند و در طول این مدت صلاح‌الدین به تنظیم و سازماندهی صفوف نیروهای خود پرداخت و خود را برای نبرد دیگری با ریچارد آماده کرد. صلاح‌الدین از ترس حمله صلیبیون به عسقلان و ایجاد پایگاهی در آنجا بعد که راه مصر را که مهم‌ترین راه تأمین نیروی نظامی وی بود را ببندد، نیروهای خود به عسقلان فرستاد و با تخریب و ویران ساختن شهر، مانع از دستیابی ریچارد به این شهر شد. صلیبیون که در یافا مستقر بودند، هر از گاهی با مسلمانان که در دشت لیدا، زد و خوردهایی کوچک داشتند. با اقامت طولانی مدت ریچارد در یافا، بسیاری از سربازان صلیبی به عکا بازگشتند. ریچارد طی نامه‌ای به گی خواهان بازگشت آن‌ها به ارتش شد اما با بی‌اعتنایی گی روبه‌رو شد؛ پس خود به عکا بازگشت تا نیروها را به یافا برگرداند. در این زمان بود که دردسرهای ریچارد آغاز شد؛ در شمال و عکا، قدرت به دست نیروهای طرفدار کنراد افتاده بود که برای ریچارد خوشایند نبود. در قبرس تحرکاتی بر اثر نارضایتی علیه حاکم گمارده شده ریچارد در قبرس و بازگشت فیلیپ به فرانسه و ترس از اقدامات وی و تصرف تاج و تخت انگلستان توسط برادرش، جان، اسباب آشفتگی بیش از پیش وی را فراهم کرد. وی برای رفع این مشکلات در نخستین گام، قبرس را به شوالیه‌های معبد فروخت تا باری از دوش‌هایش برداشته شود. اما به علت دوری از اروپا و حوادث در حال اتفاق در آنجا، تمایل به مذاکره با صلاح‌الدین پیدا کرد تا با گفتگو بتواند اراضی از دست رفته را بدون جنگ پس بگیرد و خود به اروپا بازگردد؛ بنابراین ریچارد پس از بازگشت از عکا، آمادگی خود را برای مذاکره اعلام کرد. صلاح‌الدین نیز برادر خود، عادل، را برای دیدار با ریچارد به یافا فرستاد. در این مذاکره بود که ریچارد پیشنهاد داد که خواهرش جوآنا با عادل برادر صلاح‌الدین ازدواج کند و عادل به عنوان پادشاه فلسطین که مورد قبول طرفین است، انتخاب شود؛ اما مخالفت صلاح‌الدین سبب شد تا ریچارد نیروهای خود را به سمت اشکلون حرکت دهد اما تخریب منطقه توسط صلاح‌الدین سبب بازگشت صلیبیون به یافا شد.
در نوامبر ۱۱۹۱ میلادی و آغاز فصل سرما، در حالی نیروهای ایوبی، ترک مخاصمه کرده بودند، نیروهای صلیبی تازه‌نفس صلیبی در عکا با دستور ریچارد به رمله حرکت کردند تا از آنجا به سمت اورشلیم حمله ببرند. با این حال شرایط برای نیروهای صلیبی سخت بود زیرا نیروهای ایوبی به فرمان صلاح‌الدین، اقدام به تخریب شهرها و روستاها و غارت محصولات کرده بودند تا نیروهای صلیبی برای تأمین آذوقه تحت فشار قرار بگیرند؛ و در همین زمان صلاح‌الدین در شرایط دشواری قرار داشت؛ زیرا امیران دولتش وی را تحت فشار قرار داده‌بودند و بخش اعظمی از نیروهایش بخاطر جنگ‌های قبلی از بین رفته و مابقی نیروهای وی با آغاز فصل سرما و ریزش باران‌های نوامبر مرخص شده بودند و فقط نیروهایی که از مصر آمده بودند، در لشکرگاه وی قرار داشتند. با توجه به زد و خوردهای کوچک بین نیروهای دو طرف، ریچارد در عید میلاد مسیح نیروهای خود را به نزدیکی لطرون، در حاشیه تپه‌های یهودیه هدایت کرد و زمستان را در این شهر گذراند. سپس نیروهایش تا ۱۲ مایلی اورشلیم، یعنی بیت نوبا، پیشروی کردند. در این زمان روحیه نیروهای مسلمان در اورشلیم به سبب شکست‌های قبلی ضعیف و شکننده شده بود و احتمال سقوط سریع اورشلیم بدست صلیبیون زیاد شده‌بود، اما بدی شرایط جوی و سرمای شدید به همراه باران‌های سنگین سبب شد تا صلیبیون از ترس حملات غافلگیرانه ایوبیان به سمت رمله عقب‌نشینی کنند.
در این زمان ریچارد از کنراد خواست تا او را در نبردهای بعدی همراهی کند، اما کنراد به دلیل اتحاد ریچارد با گی لوزینیان، درخواست وی را نپذیرفت. کنراد همچنین برای در امان ماندن از خطر حمله صلیبیون به صور، با صلاح‌الدین مذاکره کرد تا در صورت حمله احتمالی ریچارد و گی، از وی حمایت کند. این‌چنین بین سران صلیبی اختلاف شدیدی به وجود آمد که مانعی برای نیروهای صلیبی برای رسیدن به اورشلیم شد.
در طول زمستان سال ۱۱۹۱ و بازگشت نیروها به رمله، روحیه نیروها دگرگون گشت. فرانسویان که از ادامه نبرد برای فتح مجدد اورشلیم ناامید شده بودند، به بافا و عکا بازگشتند. ریچارد برای رهایی از این شرایط روحی آشفته نیروهایش، شورایی تشکیل داد که در آن توافق شد ریچارد به همراه نیروهایش عازم عسقلان شوند تا بار دیگر این شهر را بازسازی کنند و همچنین وی فرانسویان را بار دیگر قانع کرد تا به نیروهای وی بپیوندند. صلاح‌الدین نیز به تجدید قوای نیروهای خود پرداخت و منتظر رسیدن نیروهای تازه‌نفس از جزیره و موصل شد. در فوریه ۱۱۹۲، اوضاع در بین صلیبیون رو به وخامت رفت؛ ریچارد از کنراد دعوت نمود تا در کار بازسازی عسقلان شرکت جوید ولی کنراد درخواست وی را رد کرد. پس از چند روز نیروهای فرانسوی از همراهی با ریچارد دست شستند و عازم عکا شدند زیرا منابع مالی فرانسویان تمام شده بود و ریچارد نیز به دلیل کمبود ذخایر مالی خزانه‌اش، توان پرداخت هزینه‌های آن‌ها را نداشت. همچنین در عکا، بین نیروهای جنوا و پیزا اختلاف پیش آمد که منجر به درگیری بین آن‌ها شد که ریچارد برای حل مشکل به عکا رفت اما موفق به ایجاد سازشی بین آن‌ها نشد و حتی مذاکراتش با کنراد در صور بی‌نتیجه بود. وی برای رهایی از این مشکلات بار دیگر عسقلان بازگشت تا بتواند صلحی بین خود و صلاح‌الدین برقرار کند زیرا بیش از پیش رسیدن به توافقی را در دسترس می‌دید.

## مرگ
در ۲۶ مارس ۱۱۹۹، ریچارد توسط یک تیر که به شانه‌اش اصابت کرد مجروح شد و پس از مدتی زخم آن تبدیل به قانقاریا شد. ریچارد خواست ضارب را که یک پسر جوان بود نزد او بیاورند. پسر جوان مدعی شد که ریچارد پدر و دو برادرش را کشته است و او قصد داشت ریچارد را برای گرفتن  انتقام بکشد. او انتظار داشت که اعدام شود، اما ریچارد او را بخشید و گفت: «زنده باش و به لطف من، روشنایی روز را ببین»، سپس فرمان داد ۱۰۰ شیلینگ به پسر بدهند و او را آزاد کنند.
ریچارد در ۶ آوریل ۱۱۹۹ در آغوش مادرش درگذشت. به دلیل شکل مرگ او، بعدها گفته شد که "شیر توسط مورچه کشته شد». قلب ریچارد در روئن در نرماندی، احشاء او در شالو (محلی که درگذشت) و باقی اعضاء بدنش در زیر پای پدرش در صومعه فنتوراود در آنژو به خاک سپرده شد.

## نگارخانه

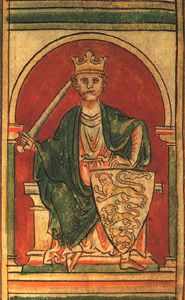